# 福井県道113号稲津松岡線
福井県道113号稲津松岡線（ふくいけんどう113ごう いなづまつおかせん）は福井県福井市と同県吉田郡永平寺町を結ぶ一般県道である。

## 路線概要
福井市東部と永平寺町旧松岡町域を結ぶ役割りと国道158号と国道416号を結ぶ役割を担う県道である。役割り的には国道8号で結果的に往来できる後者より、地域同士の連絡という前者のほうが重要である路線である。旧松岡町域から福井市街に入る裏道としての利用も多く、地域に根ざした重要な路線といえるだろう。

### 路線データ
- 起点：福井県福井市稲津町
- 終点：福井県吉田郡永平寺町松岡春日

## 通過する自治体
- 福井県
  - 福井市
  - 吉田郡
    - 永平寺町

## 道路状況
起点から重複区間まで1.5車線程度の狭溢区間であり、起点の交差点も非常に分かりにくい。重複区間とそれ以降の区間は比較的広い道幅が確保されているが、時折狭窄する箇所もあり走りやすい道路とは言い難い。繁華街を通る路線ではないため交通量はそれ程多くは無く、混雑することはほとんど無い。裏道として利用するには非常に便利な路線といえるだろう。
2010年（平成22年）2月現在、永平寺町松岡上吉野 - 同町松岡吉野堺（中部縦貫自動車道 松岡インターチェンジ）の間でバイパス道路の工事が進められている。この工事は同区間で平行する荒川の護岸工事や流路変更と併せて行われているが、この区間に点在するすれ違いの困難な状況が解消されることになる。

## 通過する峠
- 竹簀坂

## 接続道路
- 福井県道25号福井今立線（福井市稲津町、起点）
- 国道158号（同上）
- 福井県道178号篠尾出作線（福井市曽万布町 -＜重複＞- 同市大畑町）
- 福井県道164号大畑松岡線（福井市大畑町）
- 福井県道114号吉野福井線（永平寺町松岡吉野）
- 国道416号＜新道（吉野堺バイパス）＞（永平寺町松岡吉野）
- 福井県道165号京善原目線（永平寺町松岡吉野堺）
- 国道416号＜現道＞（永平寺町松岡春日一丁目・春日交差点、終点）
- 福井県道110号北野松岡線（同上）

## 沿線
- 東山公園
- 芭蕉塚